# 이자슬라프 2세

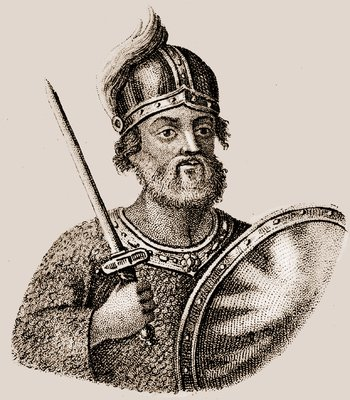
이자슬라프 2세

이자슬라프 2세(러시아어: Изяслав Мстиславич 이자슬라프 므스티슬라비치[*], 우크라이나어: Ізяслав Мстиславич 이자슬라우 므스티슬라비치[*], 1096년경 ~ 1154년 11월 13일)는 키예프 대공국의 대공(재위: 1146년)이다. 류리크 왕조 출신이다.

## 생애
므스티슬라프 1세 대공과 그의 아내인 스웨덴의 크리스티나 잉에스도테르(Christina Ingesdotter)의 아들로 태어났다. 키예프 대공에 즉위하기 이전에는 페레야슬라우 공국의 공작(1132년, 1142년 ~ 1145년), 투라우 공작(1132년 ~ 1134년)을 역임했다.
1146년 이고리 2세 대공이 물러나면서 키예프 대공으로 즉위했지만 1149년 유리 돌고루키를 지지하던 세력들에 의해 대공위에서 물러났다. 1151년 유리 돌고루키 대공과의 권력 투쟁에서 승리하면서 뱌체슬라프 1세와 함께 키예프 대공으로 즉위했다.
| 전임 이고리 2세 | 키예프 대공 1146년 ~ 1149년 | 후임 유리 돌고루키 |

| 전임 뱌체슬라프 1세 | 키예프 대공 1151년 ~ 1154년 | 후임 로스티슬라프 1세 |